# Jaundubulti (przystanek kolejowy)
Jaundubulti (ros. Яундубулти) – przystanek kolejowy w miejscowości Jurmała, na Łotwie. Położony jest na linii Ryga (Torņakalns) - Tukums.